# تشارلي بورجوازي
تشارلي بورجوازي هو لاعب هوكي الجليد كندي، ولد في 19 نوفمبر 1959 في مونكتون في كندا.

## وصلات خارجية
- تشارلي بورجوازي على موقع دوري الهوكي الوطني (الإنجليزية)
- تشارلي بورجوازي على موقع قاعة مشاهير الهوكي (لاعب أن.إتش.أل) (الإنجليزية)
- تشارلي بورجوازي على موقع EliteProspects.com (الإنجليزية)
- تشارلي بورجوازي على موقع HockeyDB.com (الإنجليزية)
- تشارلي بورجوازي على موقع Hockey-Reference.com (الإنجليزية)